# Orgullo de Boston
El Orgullo de Boston (en inglés: Boston Pride) es un evento anual en honor al orgullo LGBT que se celebra en Boston, Estados Unidos. En 2019, se ubicó en el puesto 22 de entre las celebraciones del orgullo más grandes del mundo y los organizadores afirmaron que era la tercera marcha del orgullo más grande de Estados Unidos.

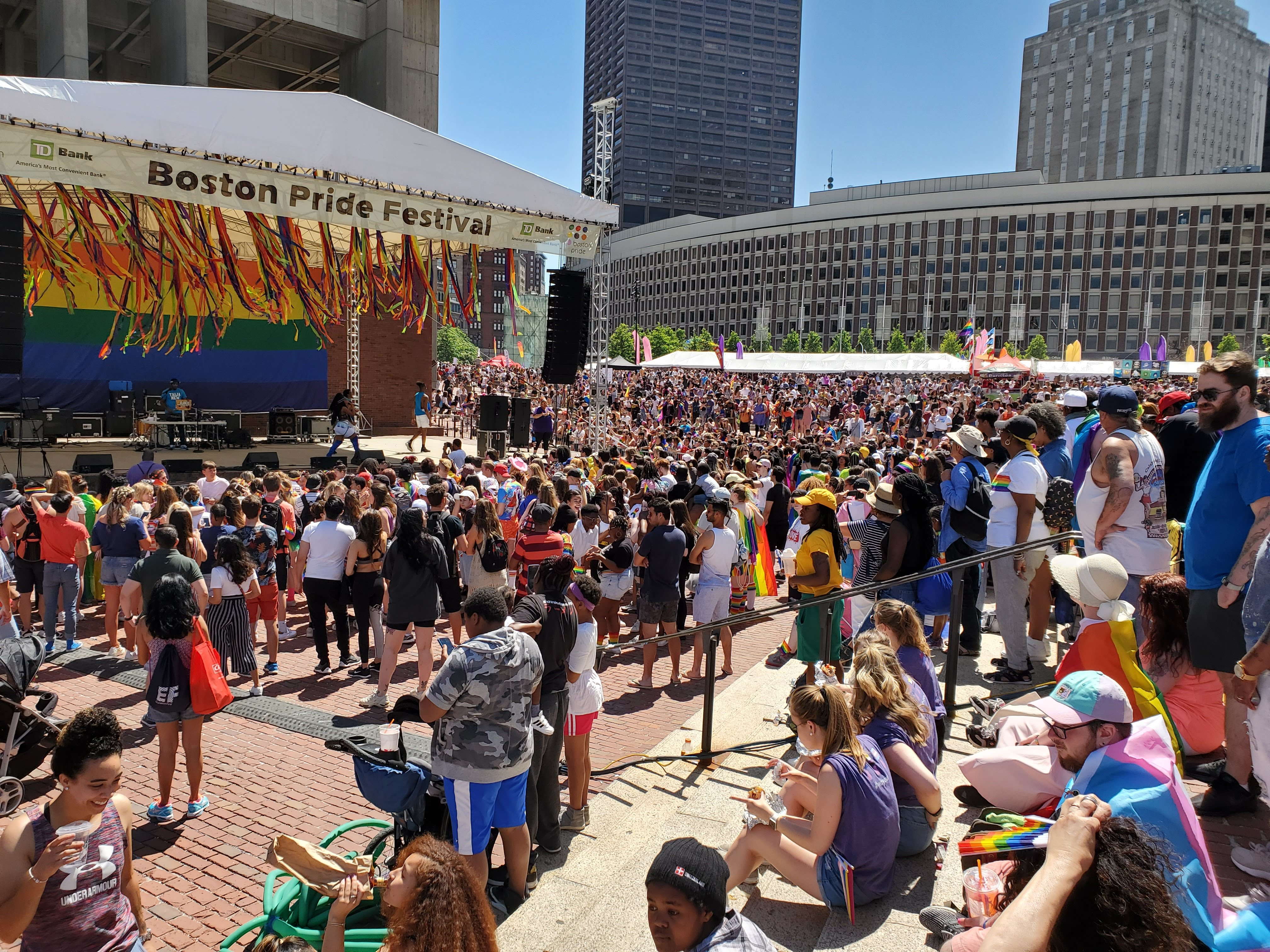
Festival del Orgullo de Boston en 2019.

## Historia

### Década de 1970
El Orgullo de Boston inició en junio de 1970, cuando un pequeño grupo de unos 50 activistas gais y lesbianas marcharon desde el Cambridge Common hasta l Boston Common, donde realizaron una manifestación en conmemoración de los disturbios de Stonewall. El 26 de junio de 1971, alrededor de 300 personas asistieron a la primera Marcha del Orgullo oficial de Boston, que se detuvo en cuatro lugares de la ciudad: Jacque's (un bar de drag), la sede de la policía de Boston, la Casa del Estado de Massachusetts y la Catedral de San Pablo. En cada lugar, los manifestantes leyeron una serie de demandas y quejas, entre ellas: misoginia, acoso policial, discriminación legal y persecución religiosa. Después de la marcha, se realizó una concentración con una actividad simbólica de «destruir armarios». En 1972, la marcha visitó la cárcel de la ciudad y regresó a la Casa del Estado.
En 1974, el Rinoceronte Lavanda debutó como carroza en el desfile. A principios de ese año, Gay Media Action había elaborado una serie de anuncios en que incluía a un rinoceronte como parte de una campaña para fomentar la visibilidad LGBT. Sin embargo, cuando presentaron los anuncios a las autoridades del Metro de Boston, estas les dijeron que no podían publicarlos con el precio reservador a anuncios al servicio público y que en su lugar tendría que pagar el precio estándar, que era más elevado. Esto dio lugar a una campaña de protesta, que más tarde dio lugar a la carroza del Rinoceronte Lavanda en la marcha. Posteriormente, el rinoceronte se convirtió en la mascota del evento.
En 1978, el evento pasó a llamarse Desfile del Orgullo Gay y Lésbico de Nueva Inglaterra y tuvo una concurrencia de alrededor de 5000 personas.

### Década de 1980
En 1981 se esperaban alrededor de 10 000 manifestantes. En 1984 la asistencia aumentó a 15 000, a 20 000 en 1985 y a 25 000 en 1986.
En 1987, el Orgullo de Boston pudo izar una bandera de rinoceronte lavanda en el ayuntamiento de la ciudad. El desfile de 1988 marcó la primera vez que el evento fue organizado formalmente por un comité del orgullo, que requirió una inscripción previa para los manifestantes.

### Década de 1990
En 1993, los organizadores del Orgullo de Boston indicaron que habían logrado una asistencia de 100 000 personas, entre individuos que marcharon y espectadores La creciente concurrencia llevó a que algunos grupos corporativos marcharan en el desfile en 1994.
En 1995 se fundó la Marcha de Lesbianas de Boston como alternativa al Orgullo de Boston. Los organizadores afirmaron que el Orgullo de Boston se había vuelto demasiado apolítico.

### Década de 2000
El Orgullo de Boston de 2004 fue particularmente festivo, ya que los asistentes celebraron la legalización del matrimonio igualitario en Massachusetts, que había tenido lugar en noviembre de 2003, y las licencias de matrimonio se entregaron a partir de mayo de 2004.

### Década de 2010

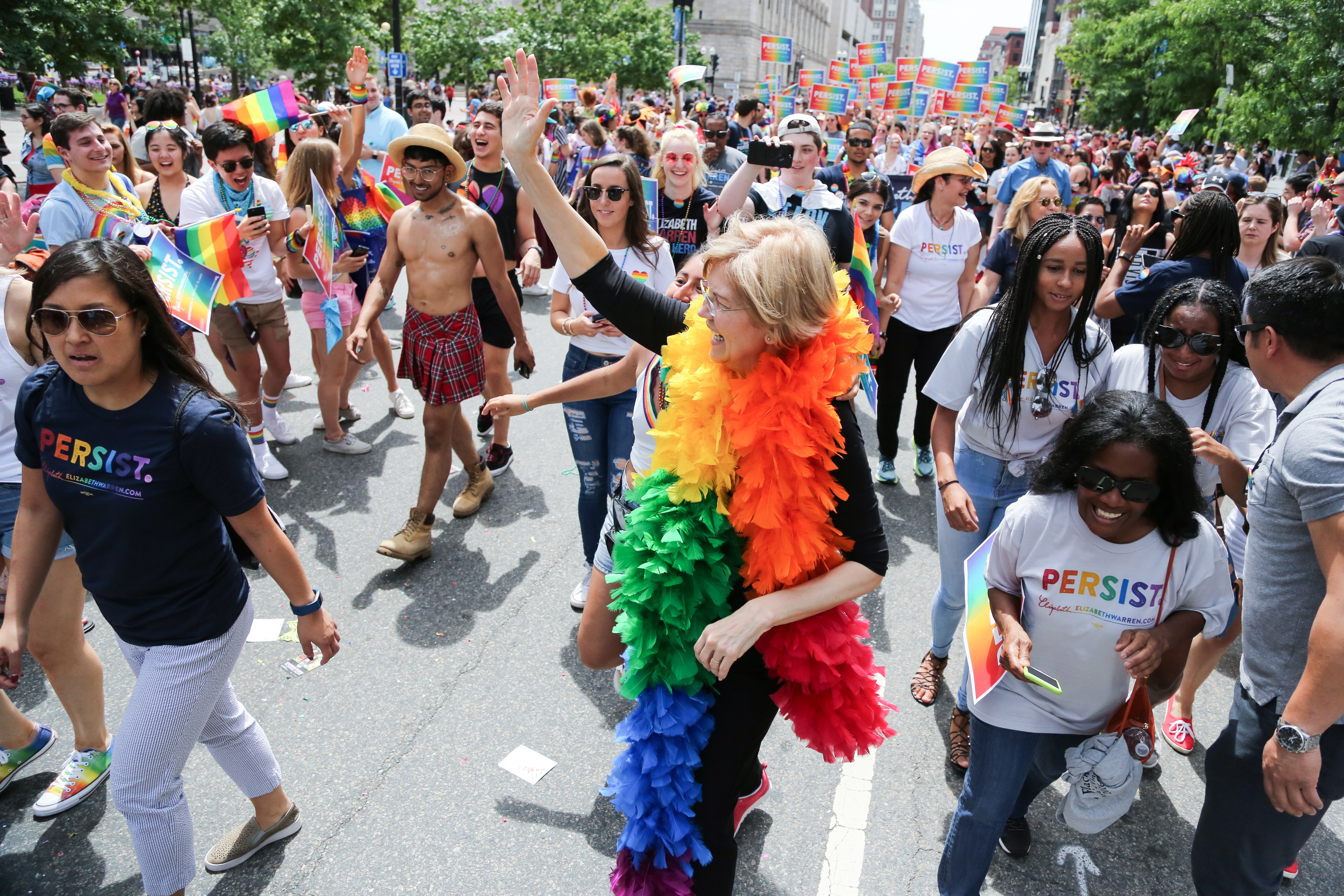
La senadora Elizabeth Warren durante la edición de 2018 del Orgullo de Boston

Se estima que 25 000 personas marcharon en el desfile en 2014.
En 2015, un grupo de manifestantes interrumpió el desfile para exigir que los organizadores prestaran atención a los problemas que enfrentan las personas transgénero y las personas LGBT de color. 
En 2017, el tema del desfile fue «Juntos somos más fuertes» en memoria de las víctimas del tiroteo de 2016 en el club nocturno Pulse. Un grupo de 29 sobrevivientes del ataque encabezaron esta edición de la marcha.
En 2019 se esperaba una participación de 50 000 manifestantes y 750 000 asistentes tanto a las marchas como a los festivales del orgullo en la ciudad.

### Década de 2020
El Orgullo de Boston no se celebró presencialmente en 2020 y 2021 debido a la pandemia de COVID-19. En 2021, la organización conocida como Boston Pride, que organizaba las celebraciones del orgullo, se disolvió después de varios años de desacuerdos internos. En 2022, se celebraron diversos eventos del orgullo en Boston, aunque ninguno tuvo la escala tradicional de ediciones de años anteriores.

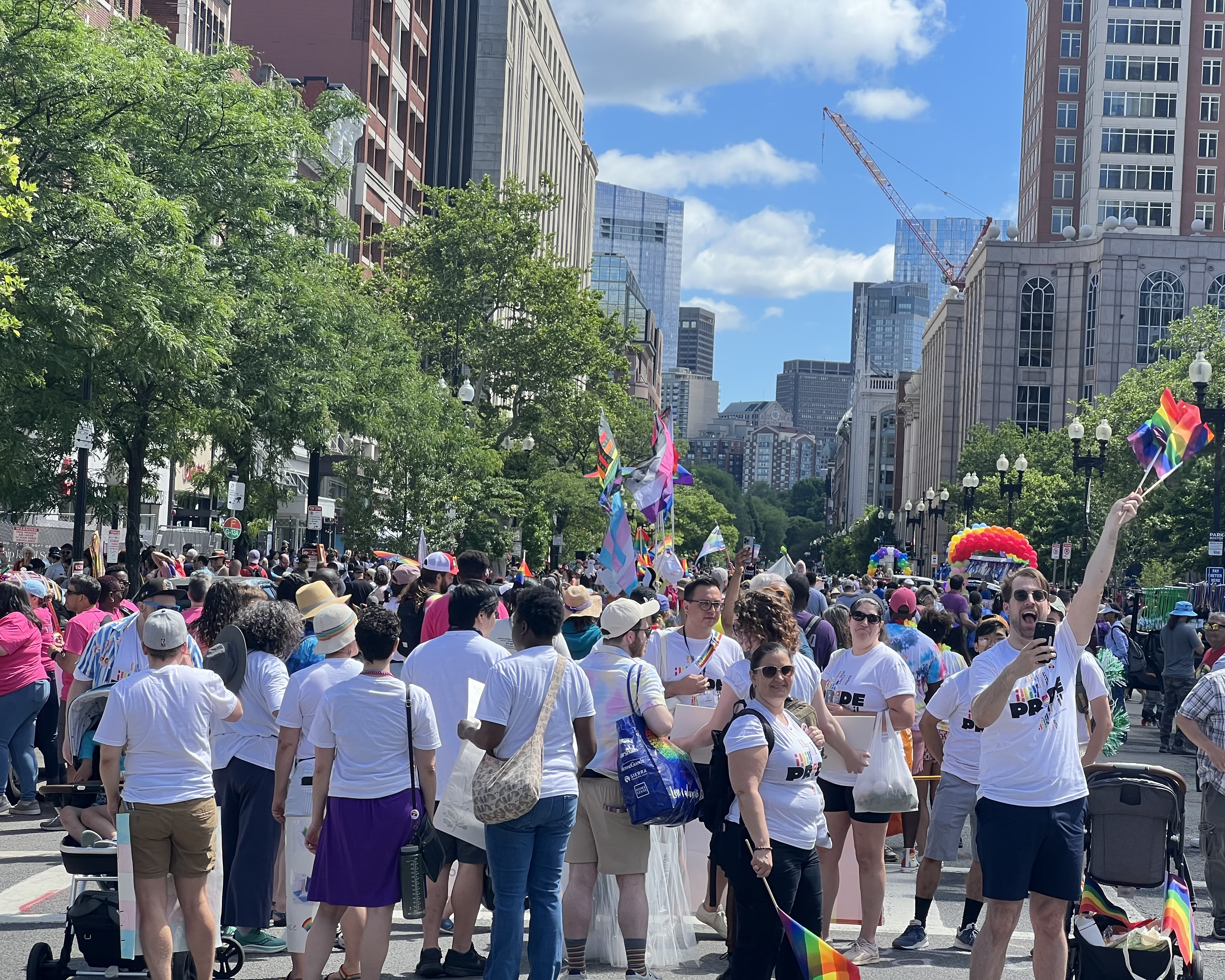
Edición de 2024 del Orgullo de Boston

En septiembre de 2022, se estableció un nuevo comité organizador, bajo el nombre de Boston Pride for the People.  La marcha del Orgullo de Boston regresó bajo el nuevo comité en junio de 2023. Alrededor de 10 000 manifestantes se registraron para participar de la caminata.
En 2024, en medio de la guerra de Gaza, los defensores pro palestinos LGBT bloquearon el desfile hasta que la policía arrestó a los contramanifestantes.
Un libro, The Rise and Fall of Boston Pride: The Rise of a Movement, The Fall of an Organization de Daniel Joseph Gonzalez (Shodan Press) se publicó el 1 de junio de 2025. Este fue el primer libro sobre la historia del Orgullo de Boston desde 1970 hasta 2024.